# Alliance pour la majorité présidentielle
Cet article possède un paronyme, voir Union pour la majorité présidentielle.
Pour les articles homonymes, voir AMP.
 (juin 2017).
L’Alliance pour la majorité présidentielle (AMP) est un regroupement politique en République démocratique du Congo (RDC). 
L’AMP a été constitué dans le but de donner la victoire au candidat Joseph Kabila lors des élections présidentielle et législatives du 30 juillet 2006 (le second tour de la présidentielle a eu lieu le 29 octobre). Plusieurs partis ont concouru à sa création, dont le Parti de l'alliance nationale pour l'unité (PANU), le Parti du peuple pour la reconstruction et la démocratie (PPRD), l’Alliance pour le renouveau congolais (ARC), l’Union des nationalistes et fédéralistes du Congo (UNAFEC), la Convention des Congolais unis (CCU), le Mouvement social pour le renouveau (MSR). Elle est présidée par Joseph Kabila, et coordonnée par André-Philippe Futa.

## Adhésion
Le Parti lumumbiste unifié (PALU) d'Antoine Gizenga et l’Union des démocrates mobutistes (UDEMO) du fils de feu le président Mobutu, François-Joseph Mobutu Nzanga. S’ajoutant à liste la CODECO du bâtonnier Jean-Claude Muyambo Kyassa, la DCF/COFEDEC de Venant Tshipasa, le PDC de José Endundo, l'Alliance Pour l'Humanisme et la Démocratie (AHUDE) et le CDR d’André-Alain Atundu.

## Direction
L'équipe dirigeante est constituée comme suit :
- Coordonnateur : André-Philippe Futa
- Coordonnateur adjoint : Marie-Ange Lukiana Mufwankol
- Secrétaire permanent et porte parole : Olivier Kamitatu
- Secrétaire permanent adjoint : Lambert Mende